# Trichomalus aglaus
Trichomalus aglaus is een vliesvleugelig insect uit de familie Pteromalidae. De wetenschappelijke naam is voor het eerst geldig gepubliceerd in 1845 door Walker.